# Florence Prag Kahn
Florence Prag Kahn (ur. 9 listopada 1866 w Salt Lake City, zm. 16 listopada 1948 w San Francisco) – amerykańska polityk, pierwsza kobieta pochodzenia żydowskiego wybrana do Kongresu Stanów Zjednoczonych.

## Życiorys
Urodziła się 9 listopada 1866 w Salt Lake City. Jej rodzice, Conrad i Mary Prag, byli polskimi Żydami. Conrad Prag pracował jako kupiec w czasie kalifornijskiej gorączki złota, a Mary była nauczycielką historii. Gdy Florence miała 3 lata, przeniosła się wraz z rodzicami do Kalifornii. Mimo trudnej sytuacji finansowej rodziny w 1887 ukończyła studia na Uniwersytecie Kalifornijskim, otrzymując bakalaureat. W 1899 wyszła za mąż za Juliusa Kahna. Przy boku męża zainteresowała się polityką. W 1925 została wybrana, w wyborach uzupełniających, do Izby Reprezentantów z ramienia Partii Republikańskiej. Elekcja miała obsadzić wakat po śmierci jej męża, Juliusa Kahna. Intensywnie angażowała się w kampanię wyborczą, mającą zapewnić reelekcję Herbertowi Hooverowi w wyborach prezydenckich w 1932 roku. W izbie niższej Kongresu zasiadała do 1937, kiedy to nie uzyskała kolejnego mandatu parlamentarnego.
Zmarła 16 listopada 1948 w San Francisco w wyniku choroby serca. Została pochowana na Home of Peace Cemetery w miejscowości Colma w stanie Kalifornia. Miała dwóch synów, Juliusa Kahna i Conrad P. Kahna.

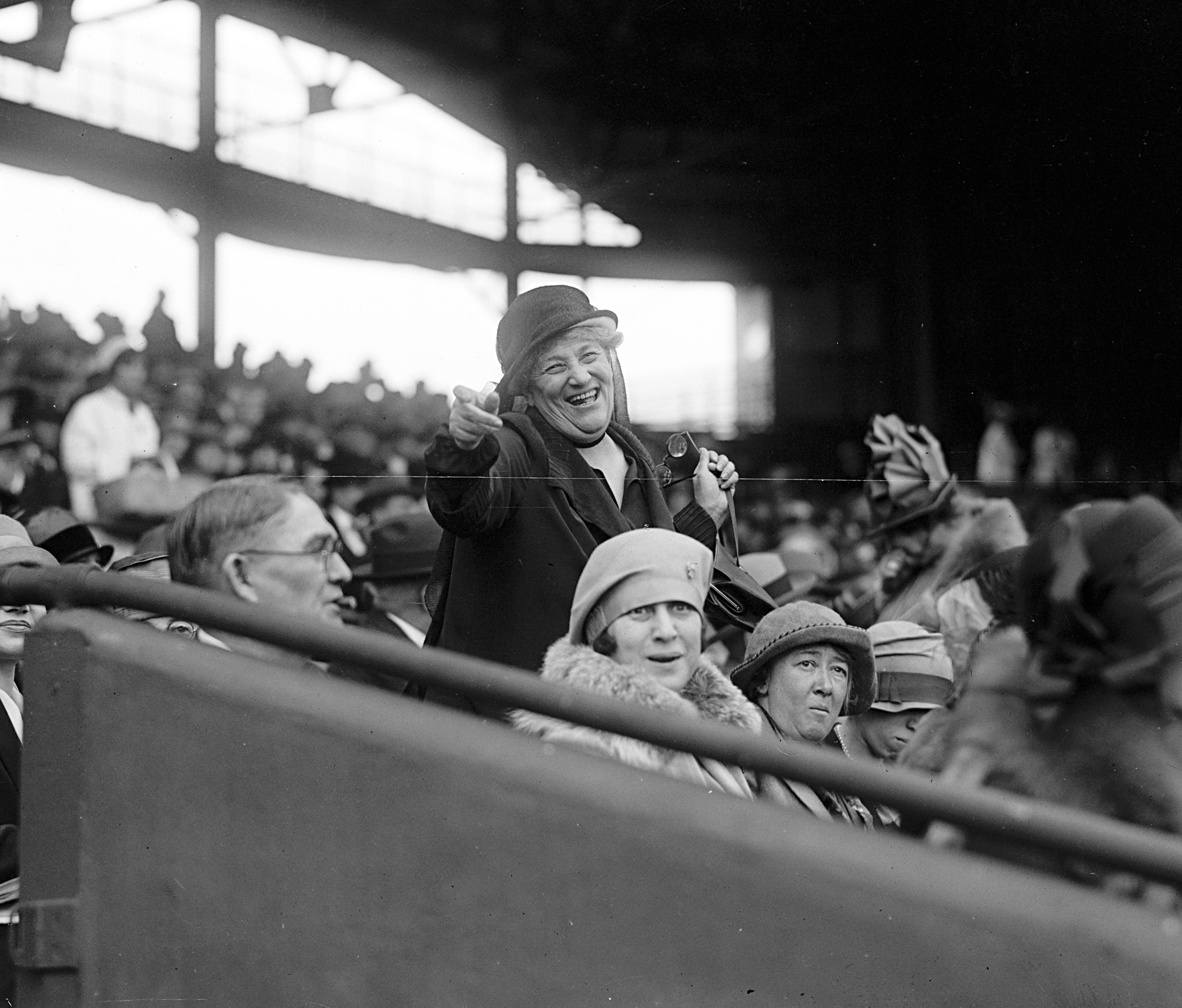
Florence Prag Kahn na meczu pomiędzy drużynami republikanów i demokratów, 1 maja 1926